# Viro
Viro er en dansk dance-duo bestående af Rasmus Ro og Jakob Winge. Gruppen er bedst kendt for top 5-hittet "Adam" (2006), der handler om en håndværker på Den jydske Haandværkerskole. I 2007 udgav de albummet Viro på selskabet disco:wax. Gruppen kommer oprindeligt fra Hadsten, nordvest for Aarhus. 

## Diskografi

### Albums
- Viro (2007)
- 2 (På Vej Mod Det Fjerne) (2010)

### Singler
- "Adam" (2006)
- "Enzo" (2007)
- "Pædagog" (2007)
- "Jack D" (2011)
- "Alcohol & Funk" (2020)